# Castillo de Tebra

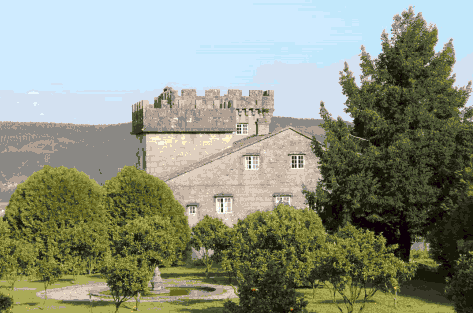
Castelo de Tiniebla

El castillo de Tebra o torre de Tebra era un castillo medieval situado en el lugar del monte de la parroquia de Santa María de Tebra, en el ayuntamiento de Tomiño, en el valle del Tebra afluente del río Miño.

## Historia
Se conoce su existencia desde los años 1211 y 1217 y en el año 1353 se autoriza a reedificación de un castillo en el lugar de Samuelle.
En el año 1345 pertenecía a Alonso Gómez Churruchao. En el año 1468 Pedro Álvarez de Soutomaior, Pedro Madruga, se apoderó del castillo que tuvo que volver a levantar en el año 1477, pero entre los años 1481 y 1486 Fernando de Acuña, Justicia Mayor del Reino de Galicia, lo derribó de nuevo.
En el año 1506 la Real Audiencia de Galicia manda entregar los restos de la fortaleza y su jurisdicción a familia de los Suárez de Deza. De este modo en el año 1508, por sentencia de la Real Chancelería de Valladolid, toma posesión del valle de Tebra Álvaro Suárez de Deza, conde de Camiña, Meiriño del Valle de Tebra en 1508. Testó y fundó el morgado de Tebra en 1566 y en el año 1532 consiguió la autorización de la reina Xoana para reconstruirlo cómo palacio-fortaleza.

## Descripción
En la actualidad sólo se conserva la torre del homenaje, que forma parte de un pazo.
La torre de estilo renacentista tiene planta cuadrada y está hecha de sillares de granito. Se remata con almenas voladas soportadas en paréntesis.
. En sus esquinas se sitúan garitas voladas sobre una base cónica. Se adorna con bolas semejantes a las de las torres de Xunqueiras (La Coruña) y los Púlpitos (Cáceres)
Los lados de la torre miden alrededor de unos 8 metros, y el grosor medio de sus muros es de 1,5 metros aproximadamente. En su lado sur se puede contemplar el escudo de armas de los Suárez de Deza. La actual Torre fue reconstruida por sus propietarios Los Marqueses de Esteva de las Delicias(G.E), descendientes directos de los Suárez de Deza. Posteriormente la finca pasó a ser propiedad de un tercero.
En la actualidad la torre consta de cuatro pisos: planta baja y tres alturas. Conserva en su planta alta las ventanas rematadas en forma de arco conopial. Destaca el amplio mirador, una galería con arcos semicirculares, un torreón alto y estrecho, la chimenea de la cocina y una capilla.
Una pequeña muralla cierra el recinto, a lo que se accede por una puerta de arco de medio punto o por una escalera.

## Situación actual
En la actualidad es un hotel